# رابرت مونتگومری (ورزشکار)
رابرت مونتگومری (انگلیسی: Robert Montgomery; ۲۰ سپتامبر ۱۸۹۱ – ۱۰ ژانویهٔ ۱۹۶۴) ورزشکار ورزش تیراندازی اهل کانادا بود.
وی در مسابقات کشوری و بین‌المللی در مجموع برندهٔ ۱ مدال نقره شده‌است.